# Lomači
Lomači (en serbe cyrillique : Ломачи) est un village de Bosnie-Herzégovine. Il est situé sur le territoire de la ville de Trebinje et dans la république serbe de Bosnie. Selon les premiers résultats du recensement bosnien de 2013, il ne compte plus aucun habitant.

## Géographie
Le village est entouré par les localités suivantes :
|                  | Vladušići    |        |
| Vladušići Šarani | Lomači       | Turani |
|                  | Begović Kula |        |

## Démographie

### Évolution historique de la population dans la localité
| 1948 | 1953 | 1961 | 1971 | 1981 | 1991 | 2013 |
| ---- | ---- | ---- | ---- | ---- | ---- | ---- |
| -    | -    | 10   | 4    | 4    | 1    | 0    |

|  |

### Répartition de la population par nationalités (1991)
En 1991, le seul habitant du village était Musulman (bosniaque).